# دیک هومر
دیک هومر (انگلیسی: Dick Huemer؛ ‏ ۲ ژانویهٔ ۱۸۹۸ – ۳۰ نوامبر ۱۹۷۹) پویانمای اهل ایالات متحده آمریکا بود که برندهٔ جایزهٔ ماوس‌کار دیزنی . جایزۀ اسطوره‌های دیزنی شد.
از فیلم‌هایی که وی در آن‌ها نقش داشته است، می‌توان به چهره پیشوا اشاره نمود.
وی همچنین برندهٔ جوایزی همچون جایزه وینزر مک‌کی شده است.